# Поляново (Хасковская область)
Поляново (болг. Поляново) — село в Болгарии. Находится в Хасковской области, входит в общину Харманли. Население составляет 297 человек.

## Политическая ситуация
В местном кметстве Поляново, в состав которого входит Поляново, должность кмета (старосты) исполняет Антония Добрева Генева (коалиция в составе двух партий: Граждане за европейское развитие Болгарии (ГЕРБ), Национальное движение «Симеон Второй» (НДСВ)) по результатам выборов правления кметства.
Кмет (мэр) общины Харманли — Михаил Христов Лисков (коалиция трёх партий: Болгарская социалистическая партия, Болгарская социал-демократия, политический клуб «Фракия») по результатам выборов в правление общины.